# Čaplja
Čaplja (en serbe cyrillique Чапља) est une île artificielle dont la création est en projet dans la municipalité de Palilula et destinée à devenir un quartier de Belgrade, la capitale de la Serbie.